# CD137
CD137, или TNFRSF9 — мембранный белок, рецептор из надсемейства рецепторов фактора некроза опухоли. У человека кодируется геном TNFRSF9.

## Функции
TNFSF9 (4-1BB) является лигандом для молекулы 4-1BB ligand (TNFSF9), рецептора из семейства ФНО рецепторов, находящейся на поверхности активированных T-лимфоцитов. 
CD137 обладает ко-стимулирующим эффектом на активированные T-лимфоциты. Перешивание молекул CD137 повышает пролиферацию T-клеток, секрецию интерлейкина-2, выживание клеток и их цитолитическую активность. Оно также способно повысить иммунный ответ против раковых клеток у мышей.

## Взаимодействия
CD137 взаимодействует с TRAF2.

## Тканевая специфичность
CD137 может экспрессироваться на активированных T-лимфоцитах, причём на CD8-содержащих в бо́льшей степени, чем на CD4-содержащих. Кроме этого, рецептор обнаружен на дендритных клетках, фолликулярных дендритных клетках, естественных киллерах, гранулоцитах и на клетках сосудистой стенки на участках воспаления.